# Pequod-Gletscher
Der Pequod-Gletscher ist ein Gletscher an der Oskar-II.-Küste des Grahamlands auf der Antarktischen Halbinsel. Er fließt südlich und parallel zum Melville-Gletscher in östlicher Richtung zum Exasperation Inlet.
Der Falkland Islands Dependencies Survey nahm 1947 geodätische Vermessungen des unteren und 1955 des oberen Gletscherabschnitts vor. Das UK Antarctic Place-Names Committee benannte ihn 1957 nach dem Walfangschiff Pequod in Herman Melvilles 1851 veröffentlichten Roman Moby-Dick.